# Carlos Bombal
Carlos Ramón Juan Bombal Otaegui (Santiago, 26 de noviembre de 1950) es un abogado y político chileno, exdiputado (entre 1990 y 1998) y exsenador por la Circunscripción 8, correspondiente a la Región Metropolitana desde 1998 hasta 2006.
Militante de la Unión Demócrata Independiente (UDI), ejerció como alcalde de Santiago entre 1981 y 1987.

## Biografía

### Familia y estudios
Es hijo de Carlos Bombal Prieto e Isabel Otaegui Carvallo. Era tía suya la escritora María Luisa Bombal.
Realizó sus estudios primarios y secundarios en el Colegio de los Sagrados Corazones de Alameda (SSCC) egresando en 1967. Posteriormente ingresó a la Facultad de Derecho de la Pontificia Universidad Católica de Chile, desde donde se licenció y obtuvo el título de abogado en 1977. En 1972 fue elegido presidente del Centro de Alumnos de su Facultad de Derecho, 1972-1973; en 1974 asumió como jefe de Gabinete del Rector de la Universidad Católica, 1974-1976.
Se casó con Mónica Molina Villaseca y tienen dos hijos.

### Vida profesional
Una vez titulado, comenzó a trabajar en su profesión. Durante 1979 realizó asesorías jurídicas a la Presidencia de la República; paralelamente fue secretario general del Banco Osorno y asesor de la presidencia del Banco O'Higgins, en 1980.
En los años 1987 a 1989, se desempeñó como secretario general de la Compañía Manufacturera de Papeles y Cartones (CMPC).
Tras su salida del Senado, se desempeñó como asesor de Empresas Penta. Además, entre 2011 y 2013 fue presidente de la AFP Cuprum.

## Carrera política
En 1970 Bombal era integrante de la agrupación denominada «Chile Joven», que apoyaba la candidatura presidencial de Jorge Alessandri. En ese contexto fue uno de los encargados de la «campaña del terror» que buscaba evitar la elección de Salvador Allende, razón por la cual la agrupación fue investigada por la Cámara de Diputados.

### Dictadura militar
En 1971, durante el gobierno de Salvador Allende, ingresó a la Juventud del Partido Nacional. Tras el Golpe de Estado, ejerció como subsecretario nacional de la Juventud, entre 1976 y 1979.
El 9 de julio de 1977 participó en el simbólico encuentro organizado por el Frente Juvenil de Unidad Nacional en la cima del Cerro Chacarillas, para celebrar el día de la juventud, en el cual el general Augusto Pinochet, pronunciaría un discurso en el que delinearía la nueva institucionalidad que regiría el Estado en los siguientes años.
En 1981, durante el gobierno de Pinochet fue designado alcalde de Santiago, cargo que desempeñó hasta 1987. En 1983 fue uno de los fundadores del partido Unión Demócrata Independiente.

### Diputado
En 1989 fue elegido diputado, como independiente en el pacto Democracia y Progreso, para el período 1990-1994. Integró la Comisión Permanente de Gobierno Interior, Regionalización, Planificación y Desarrollo Social; la de Educación, Cultura, Ciencias y Tecnología, Deportes y Recreación y la de Minería y Energía.
Ingresó al partido Unión Demócrata Independiente el 1 de abril de 1991. Fue presidente de la Comisión Política de su colectividad.
En 1993 fue reelecto diputado para el período 1994-1998. Fue diputado reemplazante en la Comisión Permanente de Relaciones Exteriores, Asuntos Interparlamentarios e Integración Latinoamericana; en la Comisión de Defensa Nacional; y en la de Derechos Humanos, Nacionalidad y Ciudadanía. Integró la Comisión Permanente de Constitución, Legislación y Justicia. Fue miembro de las comisiones investigadoras de Esval, de Codelco y de la Situación Producida en la Empresa de Agua Potable Lo Castillo, y de los Grupos Interparlamentarios Chileno-Británico, Chileno-Francés y Chileno-Peruano y del Grupo Binacional Chileno Británico y del Chileno-Francés.

### Senador
En 1997 fue elegido senador de la República para el período 1998-2006, en representación de la Octava Circunscripción Senatorial, de la Región Metropolitana Oriente, período 1998-2006.
Integró la Comisión Permanente de Salud, de la que fue presidente hasta el año 2002; en mayo de 2004 integró y presidió la Comisión Permanente de Trabajo y Previsión Social e integró la Comisión Permanente de Gobierno, Descentralización y Regionalización. El 12 de marzo de 2003 asumió la vicepresidencia del Senado, cargo que desempeñó hasta el 15 de marzo de 2004.
Paralelamente, fue vicepresidente de la UDI.
Fue como candidato a senador por la Duodécima Circunscripción Senatorial, correspondiente a la Región del Bío-Bío, pero no fue elegido. Después presentó su retiro de la política el año 2006.

## Controversias

### Cooperativa La Familia
En 1975 fue uno de los fundadores de la Cooperativa La Familia, institución financiera vinculada al gremialismo y que quebró en 1977, siendo sus ejecutivos procesados por el delito de estafa.

### Colonia Dignidad
En junio de 2005, luego de la detención del ciudadano alemán Paul Schäfer, y del desalojo de Colonia Dignidad, fueron descubiertas unas tarjetas de invitación de amigos y visitantes a dicho enclave, cuyo acceso estaba restringido en ese entonces. Entre diversas fichas figuraban los nombres de Carlos Bombal, Jaime Guzmán, Andrés Chadwick y Hernán Larraín, entre otros políticos y entidades religiosas.

### Caso Penta
Fue involucrado en el Caso Penta, consistente en un supuesto fraude al Fisco por parte de Empresas Penta, holding de la cual Bombal era asesor. En marzo de 2015 se formalizó la investigación en su contra por el delito tributario del artículo 97 N.° 4 inciso final del Código Tributario. Sin embargo, el 17 de mayo de 2019 el tribunal resolvió su sobreseimiento definitivo, siendo confirmada esta sentencia por la Corte de Apelaciones el 21 de junio del mismo año.

## Historial electoral

### Elecciones parlamentarias de 1989
- Elecciones parlamentarias de 1989, candidato a diputado por el Distrito 22 (Santiago), Región Metropolitana de Santiago[10]

### Elecciones parlamentarias de 1993
- Elecciones parlamentarias de 1993, candidato a diputado por el Distrito 23 (Las Condes, Vitacura y Lo Barnechea), Región Metropolitana[11]

### Elecciones parlamentarias de 1997
- Elecciones parlamentarias de 1997, candidato a senador por la Circunscripción 8, Santiago Oriente[12]

### Elecciones parlamentarias de 2005
- Elecciones parlamentarias de 2005, candidato a senador por la Circunscripción 12 (Biobío Costa)[13]